# Lindsay Mendez
Lindsay Michelle Mendez (Norwalk, 1º marzo 1983) è un'attrice e cantante statunitense, nota soprattutto come interprete di musical.

## Biografia
Nata e cresciuta in California in una famiglia di origini messicane, ebraiche e russe, Lindsay Mendez ha esordito a Broadway nel 2007, interpretando Jan in Grease. Negli anni successivi ha recitato ancora a Broadway nei musical Everyday Rapture (2010) e Godspell (2011) e nel 2012 ha ottenuto un primo successo con Dogfight, in scena nell'Off-Broadway, che le è valso candidature all'Outer Critics Circle Award, Drama League Award e al Drama Desk Award per la miglior attrice in un musical.
L'anno successivo è tornata a Broadway per interpretare Elphaba in Wicked, mentre nel 2017 ha fatto una rara apparizione in un'opera di prosa, Significant Other. Nel 2018 ha ottenuto il plauso della critica per la sua interpretazione del ruolo di Carrie in Carousel, per cui ha vinto l'Outer Critics Circle Award, il Drama Desk Award e il Tony Award alla miglior attrice non protagonista in un musical. Nel 2023 ha vinto un secondo Outer Critics Circle Award per la sua interpretazione nel ruolo di Mary Flynn in Merrily We Roll Along, in scena sia nell'Off-Broadway che a Broadway, che le è valso anche una seconda candidatura al Tony Award e al Drama League Award.
È stata sposata con Michael Borth dal 2008 al 2014 e, dopo il divorzio, si è risposata nel 2016 con Philip Wakefield. La coppia ha avuto una figlia nel 2020 e ha divorziato nel 2022. Nel 2024 si è risposata con J. Alex Brinson.

## Teatro (parziale)
- Grease di Jim Jacobs e Warren Casey. Brooks Atkinson Theatre di Broadway (2007)
- Everyday Rapture di Dick Scanlan e Sherie Rene Scott. American Airlines Theatre di Broadway (2011)
- Godspell di Stephen Schwartz e John-Michael Tebelak. Circle in the Square Theatre di Broadway (2011)
- Dogfight di Benj Pasek, Justin Paul e Peter Duchan. Tony Kiser Theatre dell'Off-Broadway (2012)
- Wicked di Stephen Schwartz e Winnie Holzman. Gershwin Theatre di Broadway (2013)
- Significant Other di Joshua Harmon. Laura Pels Theatre dell'Off-Broadway (2015)
- La rosa tatuata di Tennessee Williams. Williamstown Theatre Festival di Williamstown (2016)
- Significant Other (opera teatrale) di Joshua Harmon. Booth Theatre di Broadway (2017)
- Carousel di Richard Rodgers e Oscar Hammerstein II. Imperial Theatre di Broadway (2018)
- Merrily We Roll Along di Stephen Sondheim e George Furth. New York City Workshop dell'Off-Broadway (2022), Hudson Theatre di Broadway (2023)

## Filmografia

### Televisione
- Smash - serie TV, episodio 2x15 (2013)
- Murphy Brown - serie TV, episodio 11x11 (2018)
- Modern Family - serie TV, episodio 10x15 (2019)
- Elementary - serie TV, episodio 7x10 (2019)
- All Rise - serie TV, 48 episodi (2019-2022)
- Station 19 - serie TV, episodio 5x7 (2021)

## Riconoscimenti
- Tony Award
  - 2018 – Miglior attrice non protagonista in un musical per Carousel
  - 2024 – Candidatura per la miglior attrice non protagonista in un musical per Merrily We Roll Along
- Drama Desk Award
  - 2013 – Candidatura per la miglior attrice non protagonista in un musical per Dogfight
  - 2018 – Miglior attrice non protagonista in un musical per Carousel
  - 2023 – Candidatura per la miglior interpretazione in un ruolo protagonista per Merrily We Roll Along
- Drama League Award
  - 2013 – Candidatura per la miglior performance per Dogfight
  - 2024 – Candidatura per la miglior performance per Merrily We Roll Along
- Grammy Award
  - 2019 – Candidatura per il miglior album di un musical teatrale per Carousel[10]
  - 2025 – Candidatura per il miglior album di un musical teatrale per Merrily We Roll Along
- Outer Critics Circle Award
  - 2013 – Candidatura per la miglior attrice non protagonista in un musical per Dogfight
  - 2018 – Miglior attrice non protagonista in un musical per Carousel
  - 2023 – Miglior interpretazione non protagonista in un musical dell'Off Broadway per Merrily We Roll Along

## Doppiatrici italiane
Nelle versioni in italiano dei suoi lavori, Lindsay Mendez è stata doppiata da:
- Laura Romano in All Rise
- Carolina Zaccarini in Station 19